# Freiburger Wingolf

Couleurkarte mit Wappen vom Gründungskommers 18. Januar 1912

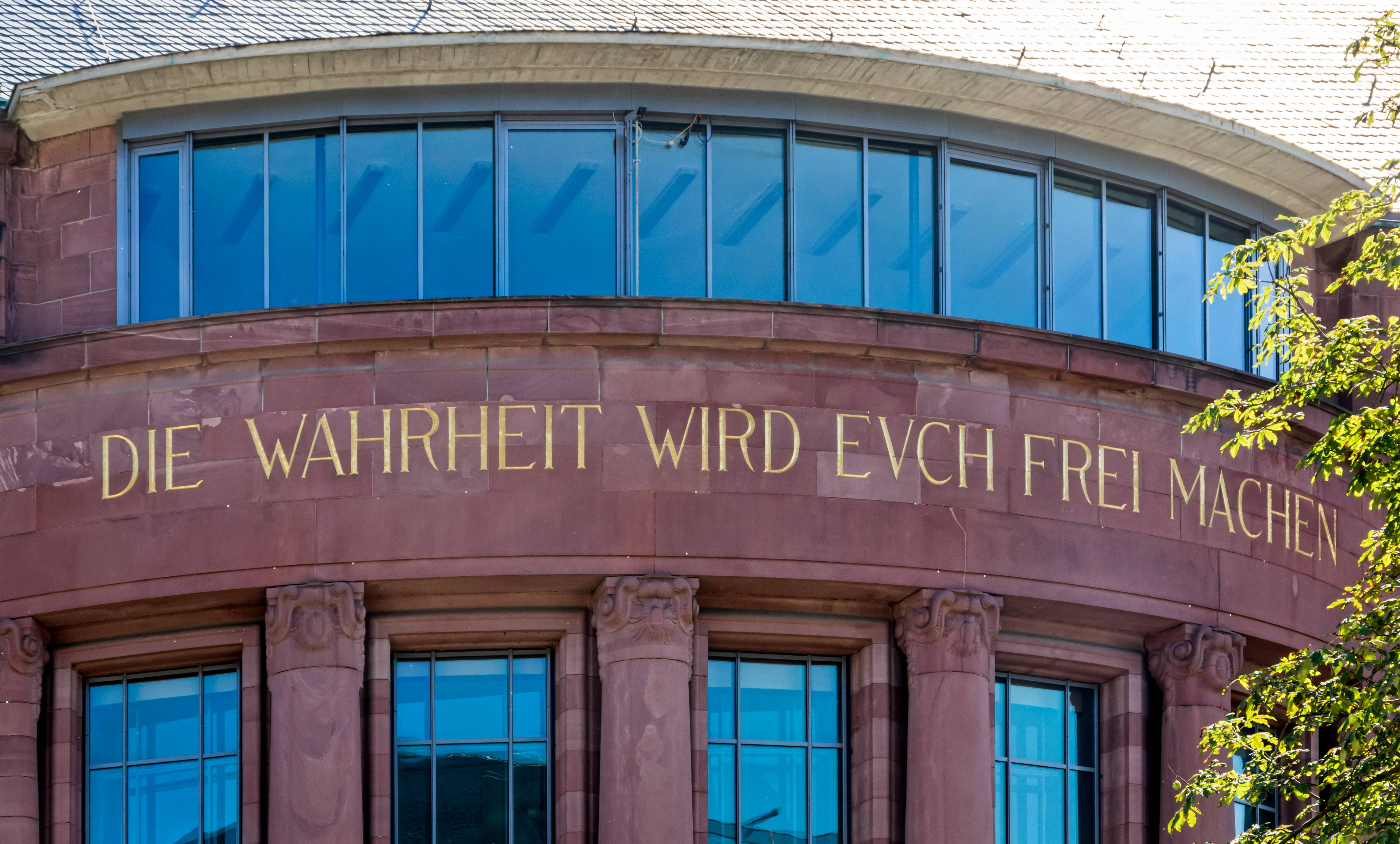
Kollegiengebäude der Universität Freiburg: „Die Wahrheit wird euch frei machen“

Der Freiburger Wingolf ist eine christliche, überkonfessionelle Studentenverbindung und trägt als Mitglied des Wingolfsbundes  die Farben schwarz-weiß-gold. Wie alle Wingolfsverbindungen lehnt der Freiburger Wingolf die Mensur ab. Er wurde am 7. November 1911 an der Albert-Ludwigs-Universität (Alberto Ludoviciana) in Freiburg im Breisgau gegründet. Gründungsort war das Gasthaus Zum Storchen. Zuvor war die Gründung durch den am 25. April 1911 gegründeten „Wingolfsverein“ mit Unterstützung durch den Wingolfsbund vorbereitet worden. Die Verbindung nahm den Wahlspruch „Wahr und Frei“ in Anlehnung an das Bibelwort „die Wahrheit wird euch frei machen“ (Joh 8,32 ) an, das in goldenen Lettern an dem 1911 neu erbauten Universitätsgebäude (heutiges Kollegiengebäude I) angebracht ist.

## Geschichte

### Von der Gründung bis zum Ersten Weltkrieg
Die Gründung wurde mit wesentlicher Unterstützung des Oberbadischen Philistervereines des Wingolf – eines 1876 gegründeten regionalen Zusammenschlusses Alter Herren verschiedener Wingolfsverbindungen – betrieben. Außerhalb Südbadens war sie zunächst heftig umstritten, weil erhebliche Zweifel daran bestanden, dass eine überkonfessionelle Wingolfsverbindung im katholischen Freiburger Umfeld und ohne evangelisch-theologische Fakultät, Bestand haben könne. Außerdem fürchteten die Wingolfe in Heidelberg und Straßburg eine aufkommende Konkurrenz in Freiburg. Aber der Oberbadische Philisterverband wollte endlich eine Verbindung vor Ort haben und ließ sich von der Kritik, die von außen kam, nicht irritieren. Der Öffentlichkeit stellte sich die Verbindung erstmals am 18. Januar 1912 anlässlich der Jubiläumsfeierlichkeiten der Universität zum Tag der Reichsgründung vor.
Kaum hatte sich der Freiburger Wingolf gegründet und am 2. Dezember 1911 seinen Antrag auf Aufnahme in den Wingolfsbund gestellt, brach über sein Prinzip ein Streit mit anderen Wingolfsverbindungen, namentlich mit dem Bonner, Greifswalder und Hallenser Wingolf aus. Denn der Freiburger Wingolf hatte sich ein theologisch liberales Prinzip gegeben. Ganz im Gedankengut der liberalen protestantischen Theologie des ausgehenden 19. und beginnenden 20. Jahrhunderts, wie von Friedrich Schleiermacher, Albrecht Ritschl und Adolf von Harnack geprägt, wollte er seinen Mitgliedern nicht die Anerkennung der Gottessohnschaft Christi als Glaubensformel abverlangen. Er erwartete bloß, dass sie ihr Leben unter die Führung Jesu Christi stellten. So lautete der entscheidende zweite Satz des Prinzips: Die Mitglieder streben danach, ihr Leben auf dem Glauben an Christus zu gründen. Nach Auffassung der Gründer galt es keinesfalls ein kirchliches Dogma zu statuieren, sondern den Rahmen für ein christliches Verbindungsleben zu stecken. Bald folgte ein Bundesantrag dem anderen. Der damalige Erstchargierte Julius Mezger sah sich beinahe täglich genötigt, Entgegnungen auf Angriffe zu verfassen. Aber die Verbindung zeigte sich unnachgiebig und als sie den übrigen Verbindungen zu verstehen gab, dass sie notfalls auch bereit sei, auf eine Aufnahme in den Wingolfsbund vorläufig zu verzichten, erreichte man schließlich am 28. November 1912 die Anerkennung des Prinzips. Die endgültige Aufnahme erfolgte dann am 12. Dezember 1913.

### Die Zeit zwischen den Kriegen
Während des Ersten Weltkrieges ruhte der Aktivenbetrieb, er wurde jedoch unmittelbar nach Kriegsende wieder aufgenommen. Im Jahre 1920 kam es auf dem 9. Stiftungskommers des Freiburger Wingolf zu einem großen Konflikt mit der Verbindung Schwizerhüsli Basel (früher Mitglied des Wingolfsbundes, dann Falkensteinerbund). Hintergrund war, dass ein Alter Herr (Philister (Studentenverbindung)) eine Ansprache auf dem Kommers hielt und mit dem Ausruf „Wir wollen Rache!“ endete. Die Vertreter des Schwizerhüsli aus Basel blieben beim folgenden Deutschlandlied sitzen, was die ebenfalls anwesende präsidierende Verbindung des Wingolfsbundes, den Hamburger Wingolf, erzürnte, der von Schwizerhüsli im Folgenden eine Entschuldigung forderte. Als diese nicht erfolgte, kam es zu erheblichen weiteren Verwicklungen und schließlich zur Aufkündigung des Freundschaftsverhältnisses zwischen Wingolfsbund und Falkensteinerbund in der Schweiz. Der Freiburger Wingolf, der bereits seit seiner Gründung intensive, freundschaftliche Kontakte zum Schwizerhüsli pflegte und deshalb von der Angelegenheit besonders berührt war, und weitere süddeutsche Verbindungen stellten sich jedoch auf die Seite des Schwizerhüsli, weshalb die Angelegenheit auch zu starken Spannungen innerhalb des Wingolfsbundes führte.

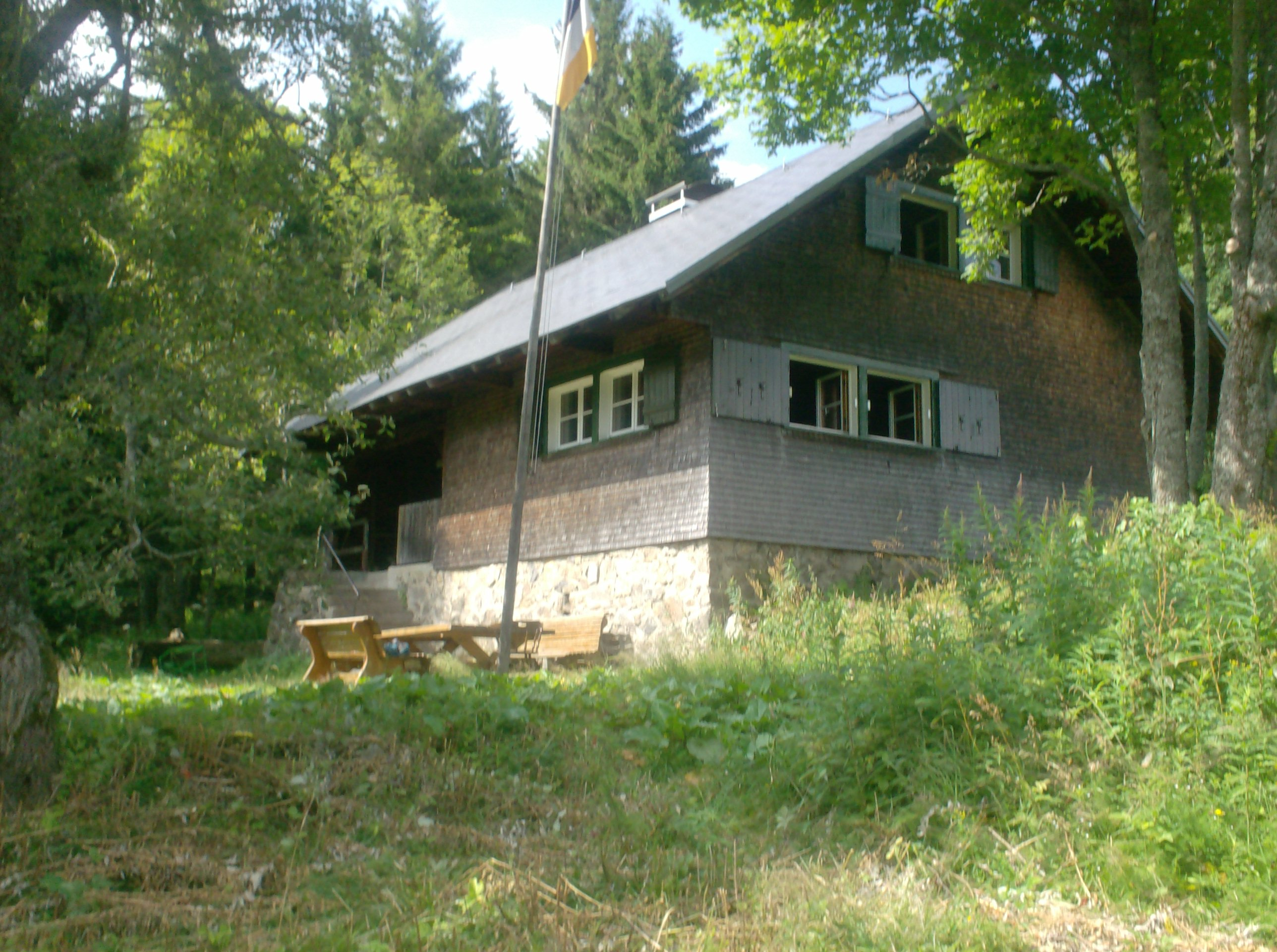
Wingolfshütte 2008

Im Jahr 1922 erfolgte die Grundsteinlegung für die Rinkenhütte am Feldberg, die trotz der Inflationszeit bereits Ende 1923 fertiggestellt werden konnte.
Schon Mitte der 20er Jahre wurde es immer schwieriger neue Mitglieder zu werben, nach der „Machtergreifung“ der Nationalsozialisten wurde es für eine christliche Verbindung fast unmöglich. Hatte die Verbindung im Wintersemester 1933/34 noch acht Mitglieder, so verringerte sich die Zahl im Sommersemester 1934 auf sechs. Im Wintersemester 1934/35 versuchte der damalige Erstchargierte Gerhard Pfefferkorn durch einen Notruf in den Wingolfsblättern die hoffnungslose Lage noch einmal zu meistern, konnte aber nicht verhindern, dass die Zahl der Aktiven im Sommersemester 1935 auf zwei fiel. Im Wintersemester 1935/36 verblieb als letzter Aktiver Hermann Müller, der trotz der ausweglosen Lage nicht kapitulierte, sondern verzweifelt versuchte, die Korporation zu retten, bis am 26. Januar 1936 der Stellvertreter Hitlers, Rudolf Heß, in einer Grundsatzrede die Korporationen, die bis zum 30. Januar 1936 noch bestehen, als Staatsfeinde bezeichnete und damit ultimativ die Selbstauflösung einforderte. So fuhr Müller als letzter Aktiver der Verbindung zu einem Vertreterconvent des Wingolfsbundes nach Marburg und beschloss am 23. Februar 1936 mit den übrigen noch verbliebenen Wingolfsverbindungen die Selbstauflösung des Wingolfsbundes. Die Rinkenhütte wurde vom Altherrenverein im Jahre 1941 an die Bauunternehmung Olbricht als „Arbeitererholungsheim“ verkauft und konnte so dem Zugriff der SA entzogen werden.

### Die Wiedergründung nach dem Zweiten Weltkrieg
Die Wiedergründung nach dem Zweiten Weltkrieg gestaltete sich zunächst sehr schwierig. Die französische Besatzungsmacht stand den Korporationen weit kritischer gegenüber, als das in der amerikanischen und britischen Besatzungszone der Fall war. Ab dem Jahre 1947 fanden wieder regelmäßige monatliche Philisterstammtische statt. Im Hause des Pfarrers Eugen Kammerer fanden sich schließlich im Jahre 1949 drei Studenten ein, die durch den eigenen Vater oder durch Bekannte mit dem Wingolfsgedanken in Berührung gekommen waren. Dieses Dreierkollegium erweiterte sich langsam um weitere Mitglieder. Angesichts des antikorporativen Kurses der Freiburger Universität hielt man sich zunächst jedoch noch abwartend zurück. Allerdings begann man ab dem Sommersemester 1950 regelmäßige wöchentliche Institute durchzuführen. Die förmliche Wiedergründung erfolgte dann am 23. Juli 1950, als Pfarrer Eugen Kammerer den sechs Neustiftern auf dem 39. Stiftungsfest an Stelle des erkrankten Gründungs-Seniors Uhrig die Burschenbänder überreichte. Der Erstchargierte bei der Wiedergründung Gerhard Altena schreibt in der Festschrift zum 50. Stiftungsfest 1961 über die Ziele: „Unsere Verbindung sollte nicht Selbstzweck sein, sondern ihre erste Aufgabe sollte in der Erziehung ihrer Mitglieder zu christlichen Akademikern bestehen, die in ihrer Bindung an Gott und ihrer dadurch gewonnenen Freiheit eine Persönlichkeit darstellen, wie sie unserem Ideal entsprach.“ Von Mitte der 1950er Jahre bis Mitte der 1960er Jahre stellte der Freiburger Wingolf die stärkste Verbindung am Ort mit zeitweilig über 120 Aktiven und Inaktiven, was schließlich den Erwerb der großzügigen Jugendstilvilla in Freiburg - Herdern ermöglichte.

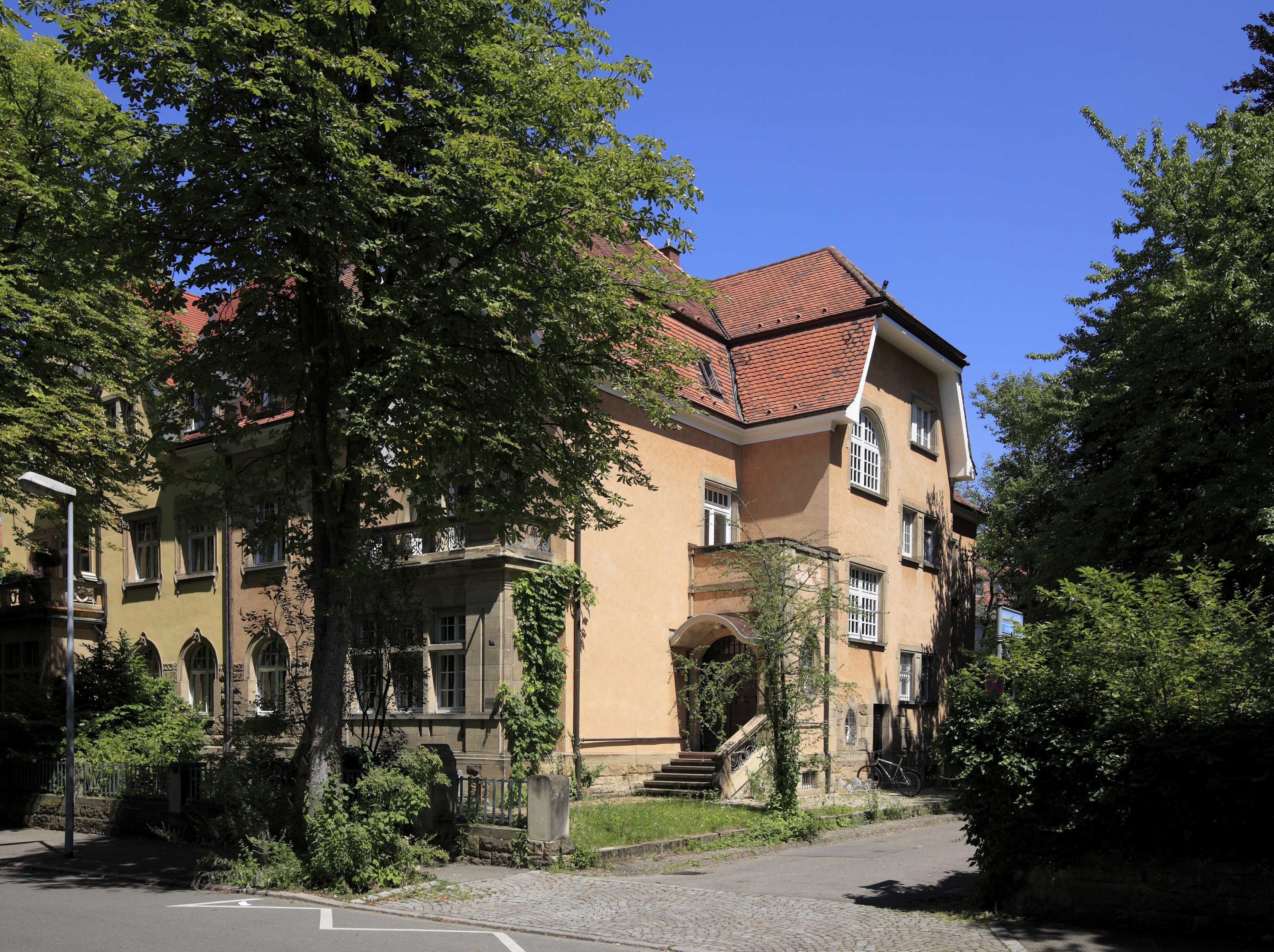
Wingolfshaus (2008)

### Die Jahre bis zur Wiedervereinigung
In den Jahren 1962/63 erwarb die Verbindung von der Erbengemeinschaft nach Paul Gerhard Hosemann dessen Haus in der Weiherhofstraße in Freiburg-Herdern, das bis heute als Verbindungshaus dient. Im Jahre 1964 kam es zu einem ernsten Disput, nachdem der Fuxmajor in einer Rede im Namen der Aktivitas die Anerkennung der Oder-Neiße-Grenze gefordert hatte. Diverse Ortskorporationen und einige Alte Herren forderten eine Entschuldigung. Der Redner relativierte daraufhin seinen Standpunkt, nahm die Forderung jedoch nicht zurück. Im selben Jahr trat der Geschäftsführer des Wingolfsbundes Gerhard Mähner, dessen Nähe zum Regime im Nationalsozialismus bekannt geworden war, im Anschluss an eine Diskussionsveranstaltung, zu der ihn der Freiburger Wingolf eingeladen hatte, zurück.
Im Jahre 1967 gab sich der Freiburger Wingolf ein neues Prinzip, dass bis zum heutigen Tag Gültigkeit behalten hat. Der entscheidende zweite und dritte Satz lauten: „Seine Mitglieder streben eine Gemeinschaft auf christlicher Grundlage an. Sie wollen sich mit den geistigen und gesellschaftlichen Fragen ihrer Zeit auseinandersetzen und zeitgemäße Formen des korporativen Studententums pflegen.“ Dieses neue Prinzip war besonders in der Philisterschaft zunächst sehr umstritten. Der Freiburger Dekan Otto Katz verteidigte es mit den Worten: „Jedes Prinzip trägt in seinem Inhalt das Geburtsdatum seiner Zeit. So sehe ich in dem vorgelegten Entwurf eine Notlösung in einer Zeit des Übergangs. Das entspricht der geistesgeschichtlichen Lage unseres Volkes.“ Bald darauf allerdings sollte sich der Wingolfsbund ein noch liberaleres Prinzip geben. Darin hieß es nur noch: „Die Mitglieder des Wingolf setzen sich mit den Fragen und Forderungen des christlichen Glaubens auseinander.“
Zwar war es nach dem Bruch 1920 in den Jahren 1926 bis 1928 wieder zu einer neuerlichen Zusammenarbeit zwischen dem Wingolfsbund und den Verbindungen des Falkensteinerbundes gekommen, diese war aber durch den Zweiten Weltkrieg gänzlich abgebrochen. Zwar gab es auch nach dem Krieg gelegentlich Kontakte und sogar vereinzelt Aufnahmen von Mitgliedern des jeweils anderen Verbandes, was formal sogar satzungswidrig war, aber man stand sich doch reserviert gegenüber. Zwei Alte Herren des Heidelberger Wingolf, beide Pfarrer der Badischen Landeskirche, hielten 1967 die Zeit für reif für eine Wiederanknüpfung an vergangene Tage und luden Schwizerhüsli Basel und Freiburger Wingolf zu einer gemeinsamen Weinkneipe ein. Diese Treffen in Kleinkems wurden wiederholt. Auch Alte Herren der Argentina Straßburg nahmen an den Treffen teil. Mit der Zeit entwickelte sich ein reger Kontakt. Zu den Treffen in Kleinkems kamen regelmäßige gegenseitige Besuche auf Stiftungsfesten und Skiwochenenden auf der Berghütte des Freiburger Wingolf. Im Jahre 1969 kam es schließlich zu einer Wiederauflage des Freundschaftsverhältnisses zwischen Wingolfs- und Falkensteinerbund. Zum Dank für ihre Verdienste erhielt Pfarrer Albin Beck aus Kleinkems das Band des Freiburger Wingolf und später des Schwizerhüsli Basel. Der enge Kontakt zwischen beiden Verbindungen ist seither nicht abgerissen. Seit dem Sommersemester 1988 verleihen sich die Seniores der beiden Verbindungen jeweils gegenseitig das Band.

### Neuere Entwicklungen

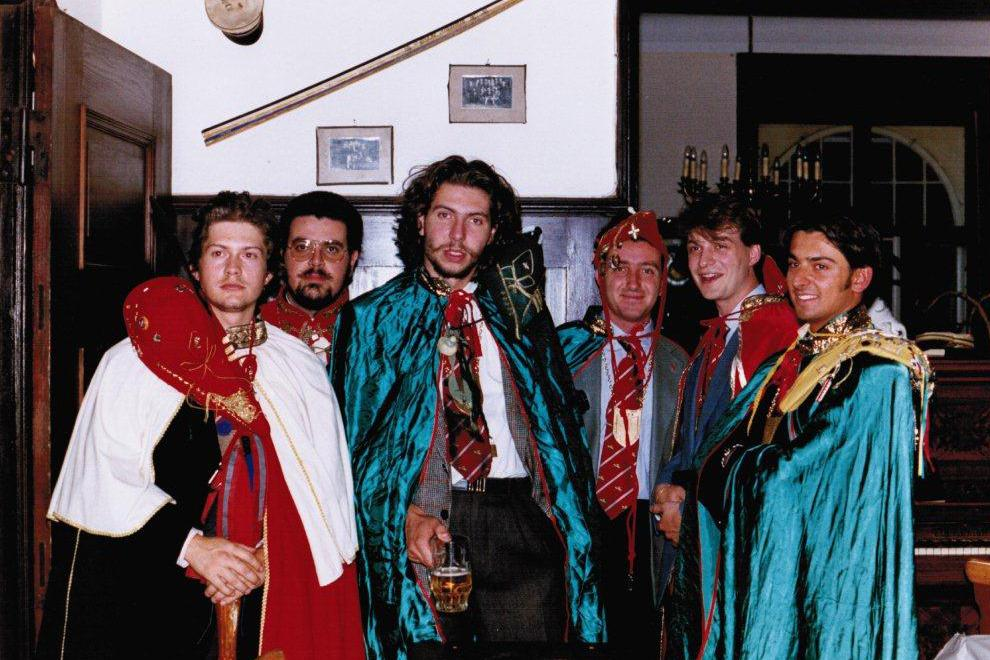
Supremu Ordo Estensii Bareii zu Besuch beim Freiburger Wingolf (1995)

Im Jahre 1992 kam es unter maßgeblicher Beteiligung des Gießener, Bonner und Freiburger Wingolf zu einer erneuten Präzisierung der Grundlagen des Wingolfsbundes. Seither bestimmen diese wieder ein deutliches christliches Bekenntnis. Gleichzeitig wurde jedoch auch klargestellt, dass – was schon zuvor eigentlich als selbstverständlich galt – die Mitgliedschaft im Wingolf jedem Christen unabhängig von seiner nationalen Identität möglich ist. Dem Freiburger Wingolf war diese Klarstellung in Anbetracht seines hohen Anteils an Ausländern in der eigenen Aktivitas dennoch sehr wichtig. Die entscheidenden Sätze der Neufassung lauten: „Die Mitglieder der einzelnen Wingolfsverbindungen bekennen sich ungeachtet ihrer Konfession zu Jesus Christus und finden sich in einer auf diesem Bekenntnis gegründeten Lebensgemeinschaft zusammen. (…) Die Mitgliedschaft in den einzelnen Wingolfsverbindungen ist unabhängig von politischen, nationalen und ethnischen Gesichtspunkten“.
Anfang der 90er Jahre kam es insbesondere bei neugegründeten bzw. wiedergegründeten Verbindungen in Ostdeutschland (Jena, Magdeburg, Berlin) zu deutschnationalen Tendenzen. Diese Tendenzen riefen den erheblichen Widerstand insbesondere des Freiburger Wingolf und Gießener Wingolf hervor, die diese für unvereinbar mit dem Wingolfsgedanken hielten und nicht mitzutragen bereit waren. Da die sich deutschnational gebenden Verbindungen im Bundesvorstand der Altherrenschaft (Philisterrat des VAW) durchaus Unterstützung fanden, entwickelte sich eine scharfe Auseinandersetzung, die zeitweilig in einen neuen Prinzipienstreit zu münden drohte und die schließlich über eine Dreiviertelmehrheit des Wingolfsbundes mit dem endgültigen Ausschluss der Ottonia Magdeburg aus dem Wingolfsbund endete.
Im Jahre 1994 knüpften zwei aus Italien stammende Freiburger Wingolfiten Kontakt zur Studentenvereinigung Supremu Ordo Estensii Bareii in Varese. Daraus entstand ein freundschaftlicher Kontakt, der zu regelmäßigen gegenseitigen Besuchen in Freiburg bzw. in Varese führte. So hatten Vertreter beider Verbindungen das Glück, völlig unterschiedliche studentische Traditionen kennen und schätzen zu lernen.

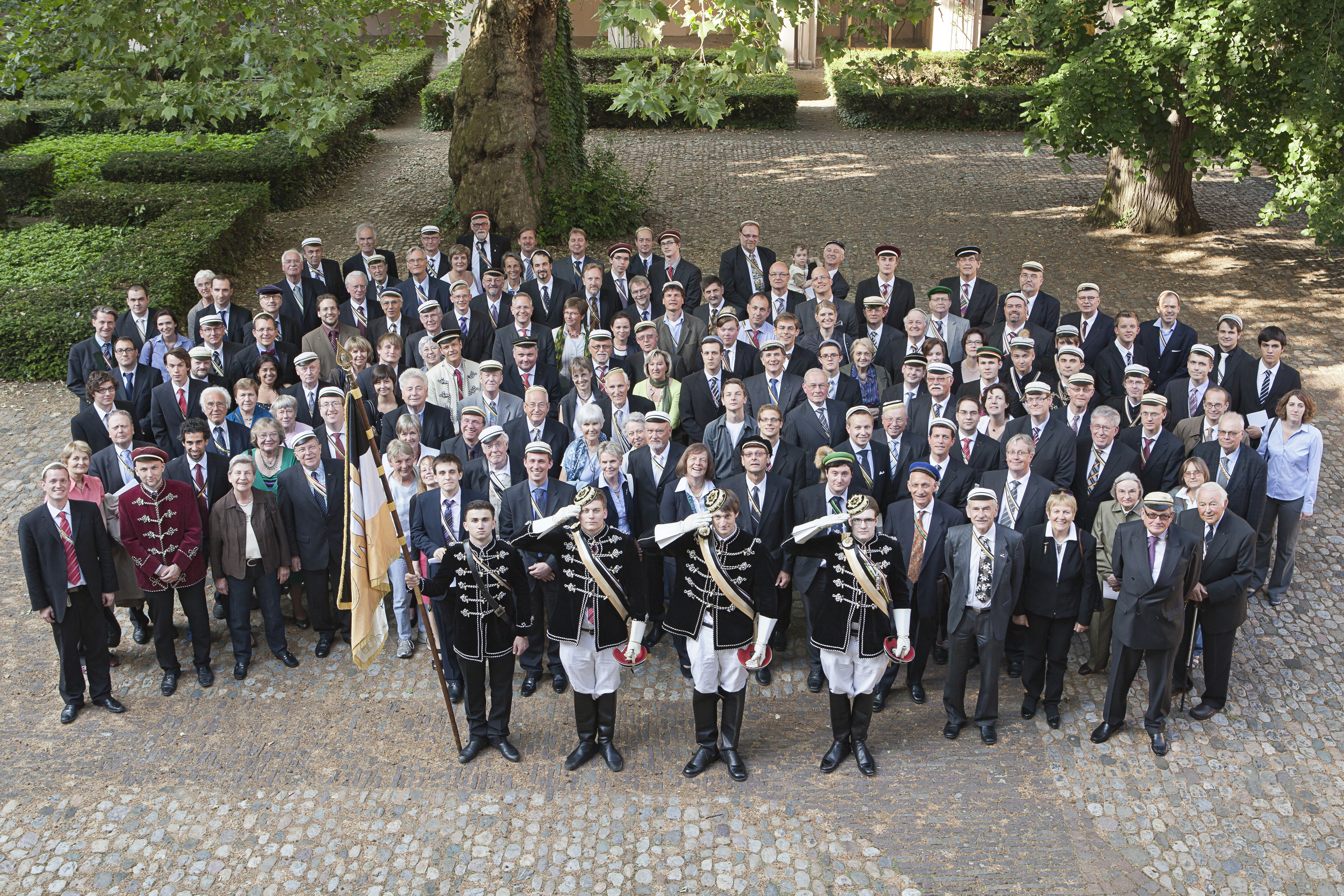
100. Stiftungsfest nach der Ernsten Feier

Vom 12. bis 15. Mai 2011 feierte der Freiburger Wingolf mit mehr als 300 Teilnehmern sein 100. Stiftungsfest. Höhepunkt des Festes waren eine Festakademie mit einem Vortrag Oliver Holtemöllers zum Thema „Markt, Staat und Wirtschaftspolitik im Lichte der Schuldenkrise in Europa“
und eine Konzertmatinee von Hanno Müller-Brachmann und Hendrik Heilmann, mit Liedern von Johannes Brahms „Vier ernste Gesänge“, Robert Schumann „Kerner Lieder“ und Hugo Wolf „Mörike-Lieder“

## Bekannte Mitglieder (Auswahl)

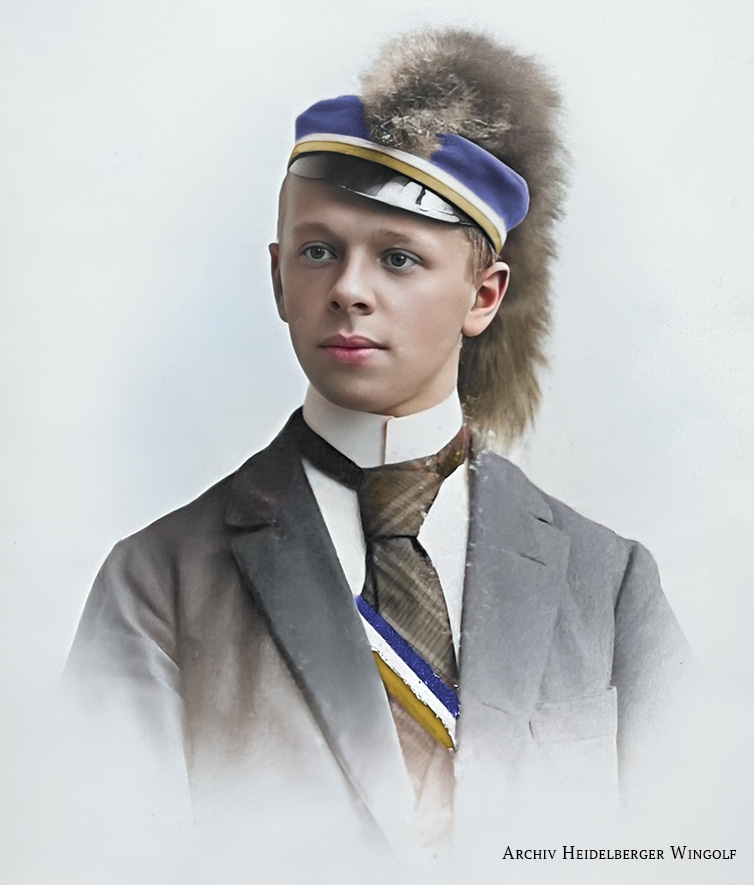
Paul Gerhard Hosemann
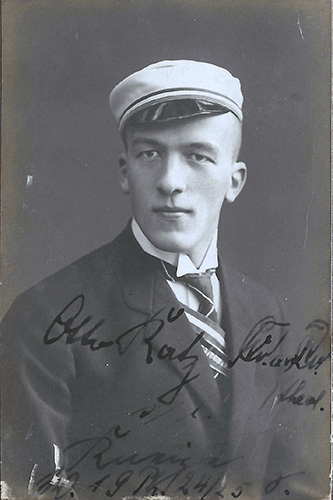
Otto Katz
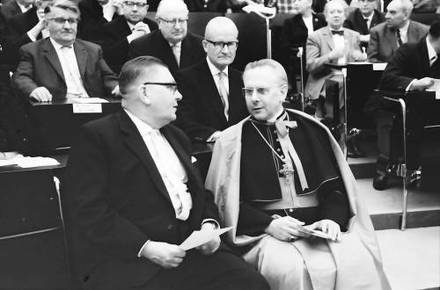
Hermann Müller (mit Erzbischof Schäufele)

- Georg von Below (1858–1927), Verfassungs- und Wirtschaftshistoriker, Hauptgegner von Karl Lamprecht im Methodenstreit der Geschichtswissenschaft
- Paul Gerhard Hosemann (1879–1958), Chirurg an der Universität Freiburg, Leiter des dortigen Diakonissenkrankenhauses
- Eduard Zentgraf (1882–1973), Forstwissenschaftler, Lehrstuhl für Waldbau an der Universität Freiburg im Breisgau, Direktor des dortigen Waldbauinstitutes
- Julius Mezger (1891–1976), Allgemeinarzt und Homöopath, Chefarzt des Robert-Bosch-Krankenhauses in Stuttgart
- Friedrich Maurer (1898–1984), Germanist, Sprachwissenschaftler, Mitgründer des Instituts für deutsche Sprache in Mannheim
- Harald Braun (1901–1960), Leiter des evangelischen Pressedienstes, Filmregisseur, Drehbuchautor
- Karl Friedrich Müller (1902–1983), Sprachwissenschaftler, Dialektforscher und Lehrer
- Otto Katz (1904–1976), evangelischer Pfarrer und Dekan im Kirchenbezirk Freiburg
- Hans Bornhäuser (1908–1996), Prälat der Badischen Landeskirche
- Walter Hannecke (1912–1978), Vorstandsvorsitzender der Magdeburger Versicherungsgruppe sowie der Union und Rhein Versicherungs-AG
- Gerhard Pfefferkorn (1913–1989), Entwickler des Rasterelektronenmikroskopes
- Hermann Müller (1913–1991), Vizepräsident des Baden-Württembergischen Landtages von 1967 bis 1972, Finanzminister von Baden-Württemberg von 1960 bis 1966, ab 1973 Vorstandssprecher der Kreditanstalt für Wiederaufbau, stellvertretender Bundesvorsitzender der FDP von 1968 bis 1972
- Dietrich Habeck (1925–2007), Leiter der Abteilung für Epidemiologie und Information in der Psychiatrischen und Nervenklinik Münster; 1977 Dekan der Medizinischen Fakultät, verantwortlich für das „Münsteraner Modell“ für mehr Praxisbezug im Medizinstudium
- Werner Besch (* 1928), Professor für Sprache und ältere deutsche Literatur (unter Einschluss der Dialektologie), Rektor der Universität Bonn, Mitglied im Rat für deutsche Rechtschreibung
- Wolfgang Brockpähler (1929–2014), Schriftsteller
- Wilhelm Deist (1931–2003), Militärhistoriker, wissenschaftlicher Leiter und Institutsdirektor am Militärgeschichtlichen Forschungsamt in Freiburg i. Br.
- Hugo Menze (1931–2015) war ein deutscher Historiker und Germanist.
- Friedrich Heither (* 1934), Vorsitzender Richter am Bundesarbeitsgericht a. D.
- Reinhard Morgenstern (* 1942), Physiker am Institut für Kernphysik (KVI) der Universität Groningen
- Henning Röhl (1943–2023), TV-Journalist und -Manager, Chefredakteur der Tagesschau und der Tagesthemen, Geschäftsführer von Bibel TV
- Hanno Müller-Brachmann (* 1970), Bassbariton, Schüler von Dietrich Fischer-Dieskau, bis 2011 Mitglied des Ensembles der Staatsoper Berlin